# Salmon Arm
Salmon Arm es una ciudad canadiense situada en la provincia de Columbia Británica.

## Superficie
Salmon Arm tiene una superficie de 155,19 km².

## Demografía
En 2021, tenía 19 432 habitantes, una densidad poblacional de 125,2 hab./km², y 8517 viviendas.